# Dendrobium mirbelianum
Dendrobium mirbelianum är en orkidéart som beskrevs av Charles Gaudichaud-Beaupré.
Dendrobium mirbelianum ingår i släktet Dendrobium och familjen orkidéer. Inga underarter finns listade i Catalogue of Life.